# ناحیه تسلدومولک
ناحیهٔ تْسِلدومولک (به مجاری:  Celldömölki járás) یک ناحیه در مجارستان است که در شهرستان واش واقع شده‌است. ناحیهٔ تسلدومولک ۴۷۴٫۱۳ کیلومتر مربع مساحت و a۲۴٬۶۳۰ نفر جمعیت دارد.